# ضد السادية الماسوشية
ضد السادية الماسوشية: تحليل جذري نسائي، هو مجموعة مقتطفات أدبية من نوع: النسوية الجذرية حرره (روبن روث لندن) و(دارلين أر. باجانو) و(ديانا أي. أتش. راسل) و(سوزان ليج ستار) عام (1982). المؤلفين انتقدوا السادية الماسوشستية و«العبودية والهيمنة والسادية والماسوشية» من وجهة نظر مؤيدة حقوق المرأة كما صنف أغلبهم السادية الماسوشية بأنها: راسخة في «الأيديولوجية الجنسية البطرياركية».

## الملخص
هذه المجموعة تحتوي على مقالات لمختلف النسويين الجذريين مثل: (أليس والكر)، و(روبن مورجن)، و(كاثلين باري)، و(ديانا أي. أتش. راسل)، و(سوزان ليج ستار)، و(تي-جرايس أتكينسون)، و(جون ستولتنبرج)، و(سارا لوسيا هوجلاند)، و(سوزان جريفن)، و(شيري لش)، و(جوديث باتلر). باتلر المعروفة باسم (جوديث باتلر) انتقدت السادية الماسوشية والساموييات معًا في مقالتها: «المثليات والسادية الماسوشية: سياسات التحرر من الوهم». المجموعة تحتوي أيضًا على مقابلة بين (أودري لوردي) و(سوزان ليج ستار). المقالات تعبر عن المعارضة للسادية الماسوخية من مجموعة من وجهات النظر. وينقسم لثلاثة أجزاء: رسالة من (أليس ووكر)، ومقابلة مع (أودري لوردي)، وحوار بين (كارن سيمز) و(روز مايسون), تنتقد الحركة لكونها غير حساسة لتجارب المرأة السمراء، وتحديدًا، تنتقد علاقات «السيد والعبد». تنتقد (سوزان ليج) استخدام «العبودية والهيمنة والسادية والماسوشية» للصليب المعقوف وإيحاءات أخرى للنازية على إنها معادية لليهود وعنصرية. وكانت مقالتا (ماريسا يونل) و(إليزابيث هاريس) على اعتبار تجاربهم الشخصية مع السادية الماسوشية، واستخدمت (باولا تيليكوركت) و(ميليسا باي) السخرية في مقالتيهما. وانتقدت العديد من المقالات الساموييات، وهن منظمة «العبودية والهيمنة والسادية والماسوشية» أُنشئت من وإلى المثليات. أما مقال (سوزان جريفن)، أُعيد نشره من كتابها «الإباحية والصمت» مع إضافة مقدمة، انتقدت فيها «قصة أو»، الكتاب الذي أخذت منه الساموييات اسمهن. علقت (جريفن) أن «قصة أو» يظهر «كيف أن المجتمع الإباحي يقلب قلب المرأة ضد نفسها».

## الاستقبال
في تقييم قامت به لمجلة النسوية المثلية «أوف أور باكس»، أوصت (كارول أن دوجلاس) بالكتاب بشدة، مادحة إياه بحجة مقنعة وقالت على بعض أجزاء الكتاب أنها (مُؤثرة). كتب (شارلز موزر) تقييمًا سلبيًا في «مجلة الأبحاث الجنسية»، معترفًا أن المقالات «مكتوبة جيدًا» ومع ذلك دعا الكتاب «بالمُغضب». يقارن (موزر) بين حجج النسويين ضد السادية الماسوشية في الكتاب بالحجج الدينية ضد المثلية الجنسية، قائلًا أن كلاهما يسببان شعور بالذنب غير ضروري.